# Plouagat
Plouagat (bretonsko Plagad) je naselje in občina v francoskem departmaju Côtes-d'Armor regije Bretanje. Leta 2008 je naselje imelo 2.436 prebivalcev.

## Geografija
Kraj leži v bretonski pokrajini Trégor 11 km vzhodno od Guingampa in 23 km zahodno od Saint-Brieuca.

## Uprava
Plouagat je sedež istoimenskega kantona, v katerega so poleg njegove vključene še občine Bringolo, Goudelin, Lanrodec, Saint-Fiacre, Saint-Jean-Kerdaniel in Saint-Péver s 6.350 prebivalci.
Kanton Plouagat je sestavni del okrožja Guingamp.

## Zanimivosti
- golobnjak Maros, ostanek nekdanjega gradu